# Chang (Goryeo)
Pour les articles homonymes, voir Chang.
Chang (né le 6 septembre 1381 et mort le 31 décembre 1389) est le trente-troisième roi de la Corée de la dynastie Goryeo. Il a régné de juin 1388 au 15 novembre 1389.